# Арнольд, Ричард Роберт
Ричард Роберт Арнольд, 2-й (Ричард Арнольд) (англ.  Richard Robert Arnold, II) (26 ноября 1963, Шеверли, штат Мэриленд, США) — астронавт НАСА, преподаватель и общественный деятель. Участвовал в двух космических полётах общей продолжительностью более 209 суток. Первый полёт совершил в марте 2009 года в составе экипажа шаттла «Дискавери» миссии STS-119 для дооснащения Международной космической станции. Во второй полёт отправился 21 марта 2018 года на корабле «Союз МС-08» к МКС, вернулся на Землю 4 ноября 2018 года. Выполнял обязанности бортинженера миссий МКС-55 и МКС-56. Совершил пять выходов в открытый космос суммарной продолжительностью — 32 часа 4 минуты.

## Образование и преподавательская карьера
В 1981 году, после окончания средней школы в городе Боуи (штат Мэриленд), поступил в Фростбургский Государственный Университет, после окончания которого в 1985 году получил степень бакалавра в области бухгалтерского дела. С 1987 года работал техническим специалистом отделения океанографии в Военно-морской академии США. В 1988 году получил сертификат преподавателя, работал в средней школе Джона Хэнсона в городе Уолдорф (штат Мэриленд), параллельно с преподавательской деятельность занимался исследовательской работой в лаборатории Хорн-Пойнт в городе Кэмбриджа, разрабатывал методы применения биостратиграфии в радиометрическом датировании. В 1992 году в Мэрилендском университете получил степень магистра наук в области морской и инженерной экологии.
В течение года работал в области морских наук на национальном побережье Кейп-Код, а также на борту учебного парусного океанографического научно-исследовательского судна, принадлежащего Океанографическому институту Вудс-Хола.
С 1993 года преподавал в американской школе в Касабланке (Марокко) подготовительный курс к поступлению в университет по биологии и морскую экологии. В 1996 году вместе с семьёй переехал в Эр-Рияд (Саудовская Аравия), где в средних и старших классах американской международной школы преподавал естественные науки. С 2001 года преподавал математику и естественные науки в международной школе в городе Куала-Кенсана в Папуа (Индонезия). В 2003 году переехал в Бухарест (Румыния), где работал преподавателем естественных наук в американской международной школе.

## Космическая подготовка
С ноября 2003 года проходил обследования и собеседования в Космическом центре имени Линдона Джонсона. 6 мая 2004 года зачислен в отряд астронавтов 19-го набора НАСА кандидатом в «специалист полёта — преподаватель» по проекту «Преподаватель астронавт». В феврале 2006 года завершил общекосмическую подготовку, которая включала научно-технические брифинги, обучение системам многоразового транспортного космического корабля «Спейс шаттл» и Международной космической станции, медицинскую подготовку, лётную подготовку и подготовку по выживанию на воде и в пустынной местности.
В августе 2007 года участвовал в совместной экспедиции НАСА и Национального управления США по исследованию океанов и атмосферы NEEMO—13, в которой также выполнял обязанности пилота подводной лаборатории «Аквариус». Во время 10-дневной миссии экипаж NEEMO—13 проводил подводные эксперименты и операции в условиях, имитирующих «лунную» базу.
В октябре 2007 года назначен «специалистом полёта» в состав экипажа миссии STS-119 космического корабля «Дискавери». В 2009 году завершил обучение в качестве пилота глубоководного подводного аппарата «Дип Уоркер», участвовал в исследовательском проекте Павиллион-Лейк. В 2016 году Арнольд возглавлял многонациональный экипаж в рамках 6-дневной миссии Европейского космического агентства по картографированию и исследованию пещер на острове Сардиния.
Работал оператором голосовой связи с космическими экипажами в Космическом центре имени Линдона Джонсона в Хьюстона. Имеет налёт более 1000 часов на различных видах летательных аппаратов.

## Полёты

### Первый полёт

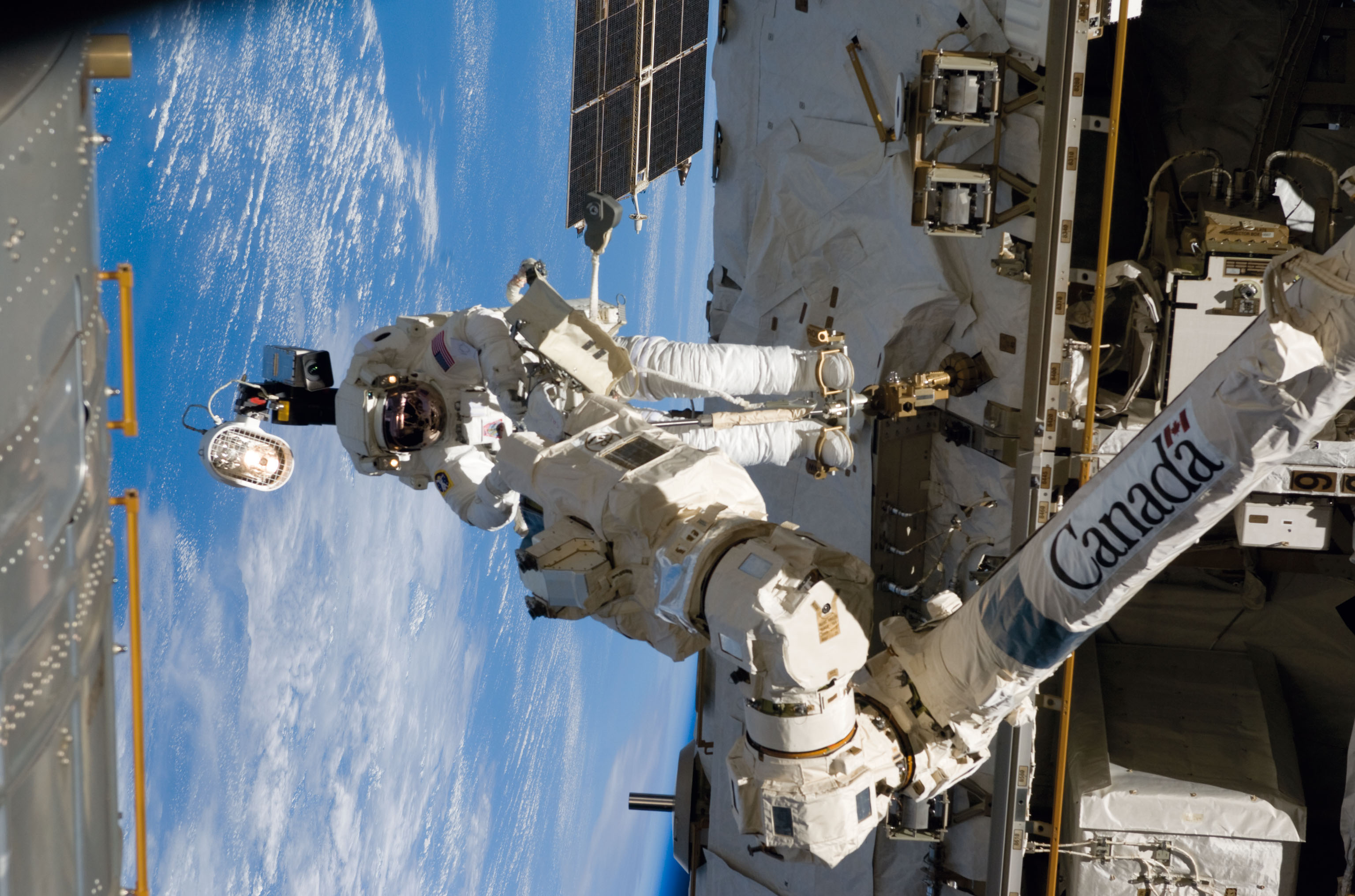
Р. Арнольд в открытом космосе 23 марта 2009 года

В марте 2009 года совершил космический полёт в качестве специалиста полёта в составе экипажа миссии STS-119 многоразового транспортного космического корабля «Дискавери» по программе «Спейс шаттл». Корабль стартовал 15 марта 2009 года с космодрома Космического центра Кеннеди. Целью полёта была доставка и монтаж последней пары секции панелей солнечных батарей и элементов фермы для МКС, продолжение сборки Международной космической станции. Стыковка корабля с МКС была произведена 17 марта .
Во время полёта Р. Арнольд выполнил два выхода в открытый космос. 19 марта 2009 года, во время первого выхода в открытый космос вместе с астронавтом Стивеном Суонсоном, в течение 6 часов 7 минут, устанавливал секции солнечных батарей правого борта МКС. Во время второго выхода — 23 марта, который продолжался 6 часов 27 минут, совместно с астронавтом Джозефом Акабой выполнил работы по смазке концевого захвата механического манипулятора «Канадарм2». Суммарная продолжительность выходов в открытый космос Арнольда составила 12 часов 34 минуты.
25 марта шаттл отстыковался от МКС и до посадки совершал автономный полёт. 28 марта 2009 года «Дискавери» приземлился на посадочную полосу космодрома на базе ВВС США на мысе Канаверал во Флориде. Время первого полёта в космосе составило 12 суток 19 часов 29 минут 41 секунду.

### Второй полёт
С апреля 2017 года проходил подготовку в Центре подготовки космонавтов имени Ю. А. Гагарина в качестве бортинженера основного экипажа транспортного пилотируемого корабля «Союз МС-08» и экспедиций МКС-55/56. 22 февраля 2018 года Межведомственной комиссией был утверждён в основной экипаж корабля Союз МС-08 и МКС-55/56.

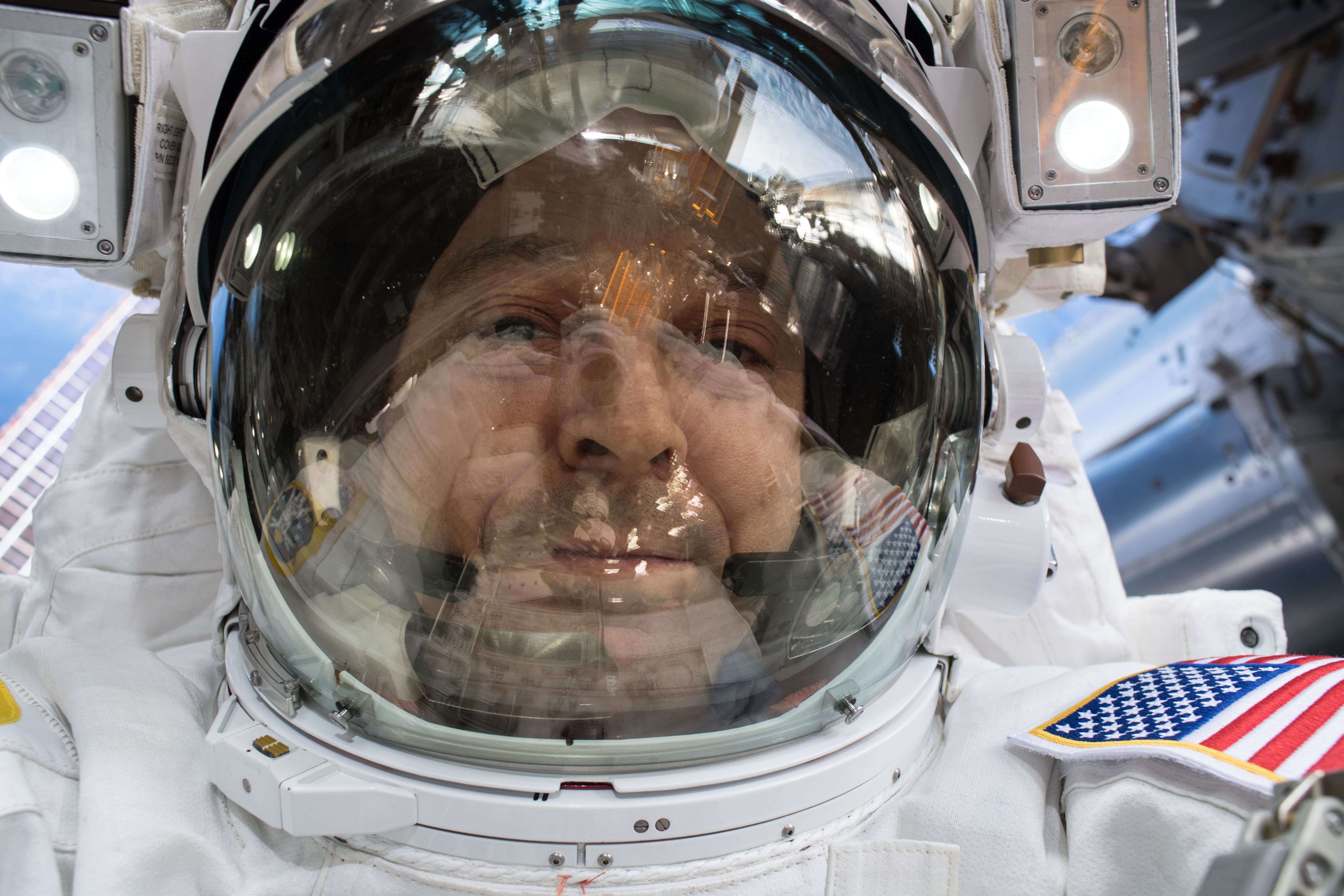
Селфи Р. Арнольда в открытом космосе 16 мая 2018 года

21 марта 2018 года в 20:44 мск стартовал с «Гагаринского старта» космодрома Байконур на ТПК «Союз МС-08» в качестве бортинженера-2 вместе с космонавтом Олегом Артемьевым (командир) и астронавтом Эндрю Фьюстелом (бортинженер-1). Сближение с МКС выполнялось в автоматическом режиме. 23 марта 2018 года в 22:40 мск «Союз МС-08» успешно пристыковался к стыковочному узлу малого исследовательского модуля «Поиск» российского сегмента станции.
Выполнял обязанности бортинженера в миссии МКС-55, во время которой выполнил вместе с астронавтом Эндрю Фьюстелом три выхода в открытый космос. 29 марта астронавты установили на внешней стороне американского модуля «Транквилити» беспроводное коммуникационное оборудование, а затем заменили наружные камеры, с помощью которых ведётся наблюдение за Землёй и произвели замену нескольких насосов в наружном блоке системы терморегулирования станции. 16 мая астронавты провели работы по замене насосов системы терморегулирования станции, заменили наружные камеры видеонаблюдения лабораторного модуля «Дестини» и приёмник системы связи. 14 июня 2018 года астронавты установили камеры высокого разрешения на внешней поверхности американского модуля «Гармония», необходимые для использования во время стыковки кораблей «Старлайнер» и «Dragon».
24 мая астронавты Скотт Тингл при поддержке Ричарда Арнольда и Эндрю Фьюстела совершили успешный захват грузового корабля «Cygnus» при помощи руки-манипулятора Канадарм, а затем под управлением с Земли пристыковали грузовик к модулю «Юнити».
4 октября 2018 года спускаемый аппарат ТПК «Союз МС-08» с космонавтом Роскосмоса Олегом Артемьевым, астронавтами NASA Эндрю Фьюстелом и Ричардом Арнольдом совершил посадку на территории Казахстана в 146 километрах юго-восточнее города Жезказган. Продолжительность пребывания в космическом полёте экипажа экспедиции МКС-55/56 составила 196 дней и 18 часов.
Статистика
| # | Стартовый корабль   | Старт, UTC           | Экспедиция     | Корабль посадки     | Посадка, UTC      | Налёт                       | Выходы в открытый космос | Время в открытом космосе |
| - | ------------------- | -------------------- | -------------- | ------------------- | ----------------- | --------------------------- | ------------------------ | ------------------------ |
| 1 | «Дискавери STS-119» | 15.03.2009, 23:43:44 | STS-119        | «Дискавери STS-119» | 28.03.2009, 19:13 | 12 суток 19 часов 29 минут  | 2                        | 12 часов 34 минуты       |
| 2 | «Союз МС-08»        | 21.03.2018, 17:44    | МКС-55, МКС-56 | Союз МС-08          | 04.10.2018, 11:45 | 196 суток 18 часов 00 минут | 3                        | 19 часов 30 минут        |
|   |                     |                      |                |                     |                   | 209 суток 17 часов 29 минут | 5                        | 32 часа 04 минут         |

## Семья, личная жизнь
Состоит в браке с Элоизой Миллер. В их семье две дочери.
Занимается орнитологией и палеонтологией, бегом, рыбалкой, плаванием на каяках, ездой на велосипеде, играет на гитаре. Радиолюбитель с позывным KE5DAU.